# Mazzeh
 (octobre 2012).
Si vous disposez d'ouvrages ou d'articles de référence ou si vous connaissez des sites web de qualité traitant du thème abordé ici, merci de compléter l'article en donnant les références utiles à sa vérifiabilité et en les liant à la section « Notes et références ».
Mazzeh (également orthographié Mezzeh, en arabe : المزة) est un quartier résidentiel de Damas, en Syrie, limitrophe de Kafr Sousa sur l'ouest.  Il se trouve au sud ouest du centre de Damas, le long de l'autoroute de Mazzeh, également connue sous le nom d'autoroute Fayez Mansour. Il abrite l'université de Damas, le palais présidentiel, ainsi que le siège du service de renseignement de l'armée de l'air. 

## Géographie
Aujourd'hui, Mazzeh se divise en plusieurs districts: 
- Mezzeh al-Qadimeh (Old Mezzeh or Shaykh Sa'ad) (Vieux Mazzeh) (pop. 13 555)
- Al-Jalaa (population 3 514)
- Western Villas (Mazzeh des Villas Ouest) (pop. 12 393)
- Eastern Villas ou Mazzeh Vellat charkiya (Mazzeh des villa Est) (pop. 13 776)
- Mezzeh 86 (pop. 33 191)
- Mezzeh Jabal (Mount Mezzeh) (pop. 22 655)
- Al-Rabwa (pop. 10 002)
- Al-Sumariyah (pop. 14 227)

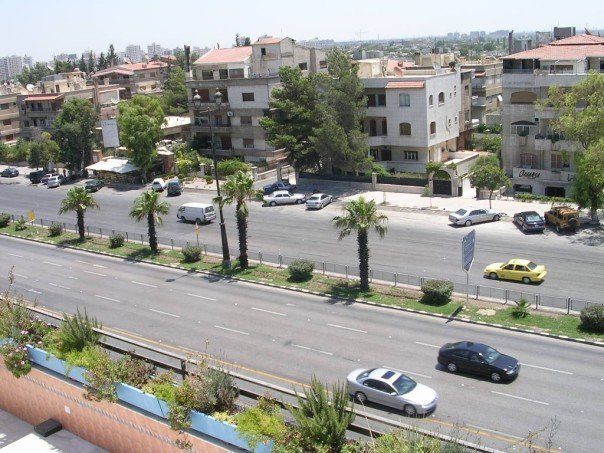
Autoroute de Mazzeh.

Mazzeh est l'un des quartiers les plus modernes et les plus coûteux de Damas[réf. nécessaire], en particulier les zones situées le long de l'autoroute de Mazzeh. Un ancien premier ministre y a une maison. 
Il est aussi un important quartier d'ambassades.
L'actuel palais présidentiel, sur le sommet du mont Mazzeh, surplombe l'ensemble de Damas.
Le quartier de Mazzeh accueille notamment un Centre culturel.

## Histoire
À l'origine, Mazzeh était une localité à l'extérieur de la ville de Damas. Elle a été fondée entre 661 et 750, selon certaines traditions par des immigrants venus du Yemen. Mazzeh a été le théâtre de  la bataille de Damas en 1941, entre les Alliés et les troupes vichystes. Compton Mackenzie l'a décrit à l'époque comme « un grand village situé à la jonction des routes conduisant de Damas à Beirouth et à Qouneitra ». Le quartier commence à prendre de l'importance lorsque la France y construit l'aéroport militaire de Mazzeh, qui a été le principal aéroport de Damas, jusqu'à ce que l'aéroport international de Damas soit ouvert et qu'une partie de ses bâtiments soient repris par les services de renseignement de l'armée de l'air.
Un hôpital militaire est situé à proximité de l'aéroport, que Garance Le Caisne décrit dans son livre sur le photographe légiste César comme « l'hôpital de la mort », et dont le garage à voitures extérieur a servi à entreposer et à photographier les cadavres de détenus décédés,. Le quartier de Mezzeh accueille également la prison de Mazzeh, fermée en 2000 et de nouveau ouverte pendant le soulèvement populaire de 2011. Une partie du quartier, située aux alentours de l'aéroport militaire, a été vidée de ses habitants et démolie par le régime, entre 2012 et 2013,,.